# Eisteddfod de Jersey

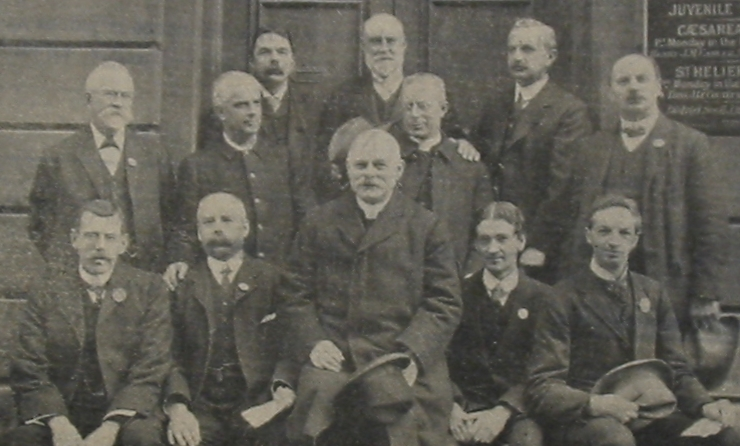
Groupe des organisateurs de l'Eisteddfod de 1912.

L'Eisteddfod de Jersey est un festival fondé en 1908 par l'ancien doyen de Jersey. Il se déroule chaque année à Jersey, sauf durant les deux conflits mondiaux. Il se base sur l'Eisteddfod d'origine créé au Pays de Galles. L'Eisteddfod mit en valeur le patrimoine historique culturel et linguistique gallois avant d'élargir aux cultures mondiales et aux diverses minorités.

## Présentation
L'Eisteddfod de Jersey se décline actuellement en deux festivals annuels: 
Le Festival des arts créatifs (Festival de Printemps)
Le festival de Printemps (Spring Festival) se déroule au mois de mars et présente des activités pour adultes et pour jeunes (art, artisanat, ouvrages en textile, photographie, écriture et art floral. 
Le Festival des arts du spectacle (Festival d'Automne)

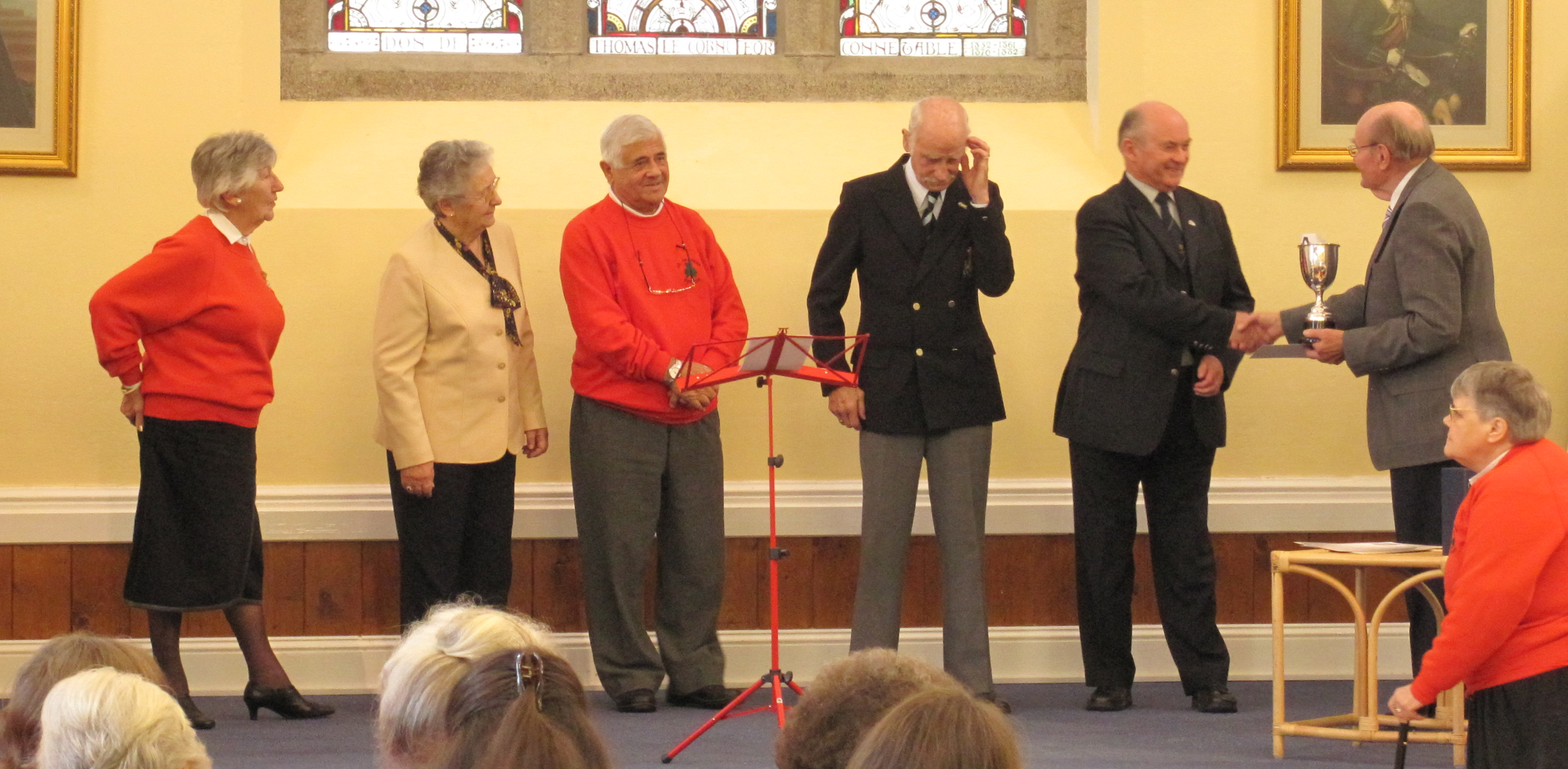
Présentation d'une coupe à l'Eisteddfod de 2011.

Le festival d'Automne (Autumn Festival) se déroule en novembre et présente :
- Activités musicales (notamment une chorale jersiaise de langue française) ;
- Activités littéraires en anglais en jersiais et en français ;
- Activités d'art dramatique et théâtrale (notamment avec des extraits en français de La Parure de Guy de Maupassant et du Petit Prince d’Antoine de Saint-Exupéry) ;
- Activités de danses et musiques traditionnelles (notamment avec le groupe Badlabecques);
- Activités culturelles diverses dont certaines en langues étrangères notamment en allemand, espagnol, italien, portugais et polonais.

En 1998, le festival d'Eisteddfod de Jersey s'est tenu dans le Manoir de Samarès pour fêter sont 90e anniversaire.
En 2008, l'Eisteddfod de Jersey a fêté sont centième anniversaire.
En 2011, le festival a présenté des poèmes en langue française notamment : Le chat et le soleil, L'automne,  Le brouillard et Il a neigé de Maurice Carême, La Chèvre magique d'Andrée Chedid, Le clown de Roland Topor, Locataires de Jean-Luc Moreau, Le dormeur du val d'Arthur Rimbaud, La distribution des prix de Louis Ratisbonne et La mouche et la crème de Pierre Gamarra.